# Lobatostoma albulae
Lobatostoma albulae är en plattmaskart som beskrevs av Yamaguti 1968. Lobatostoma albulae ingår i släktet Lobatostoma och familjen Aspidogastridae. Inga underarter finns listade i Catalogue of Life.